# Agustín Oliver Domenech
Agustín Oliver Domenech (Blanes (Gerona), 7 de abril de 1791 - Barcelona, 15 de septiembre de 1866) fue un empresario catalán afincado en la ciudad de Alcoy (Alicante).

## Biografía
Proveniente de una familia modesta, comenzó los negocios en Cádiz donde se dedicó al comercio entre la metrópoli y las colonias españolas. Gracias a la amistad que tenía con el financiero y empresario alcoyano Antonio Vicens Varela, creó una serie de entidades financieras y textiles, cómo la denominada Antonio Vicens y compañía, entidad que invertía en negocios inmobiliarios y de crédito que operaba en Alcoy y en Cádiz. Además, poseían fábricas textiles, molinos papeleros y operaban en el comercio de la lana y del algodón. Con el tiempo, la entidad tuvo intereses económicos en Alcoy, Cádiz, Sevilla, Barcelona, Madrid, Valencia y Londres. 
Al morir Oliver, el capital activo de la sociedad era toda una fortuna para la época y su producto se repartió entre los pobres de Blanes, las casas de beneficencia y los hospitales de las ciudades de Cádiz, Alcoy y Barcelona. El total de su herencia se repartió entre familiares, amigos y conocidos, sirvientes y criados, el hospital de pobres de Blanes y sobre todo en otras actividades benéficas.
Sus restos descansan desde el 30 de junio de 1877 en el cementerio de Alcoy, donde fueron trasladados para la inauguración del Hospital Civil de Oliver, construido gracias a la firme voluntad que puso en devolver a la sociedad una parte muy considerable de los beneficios económicos que había conseguido.